# 科申角

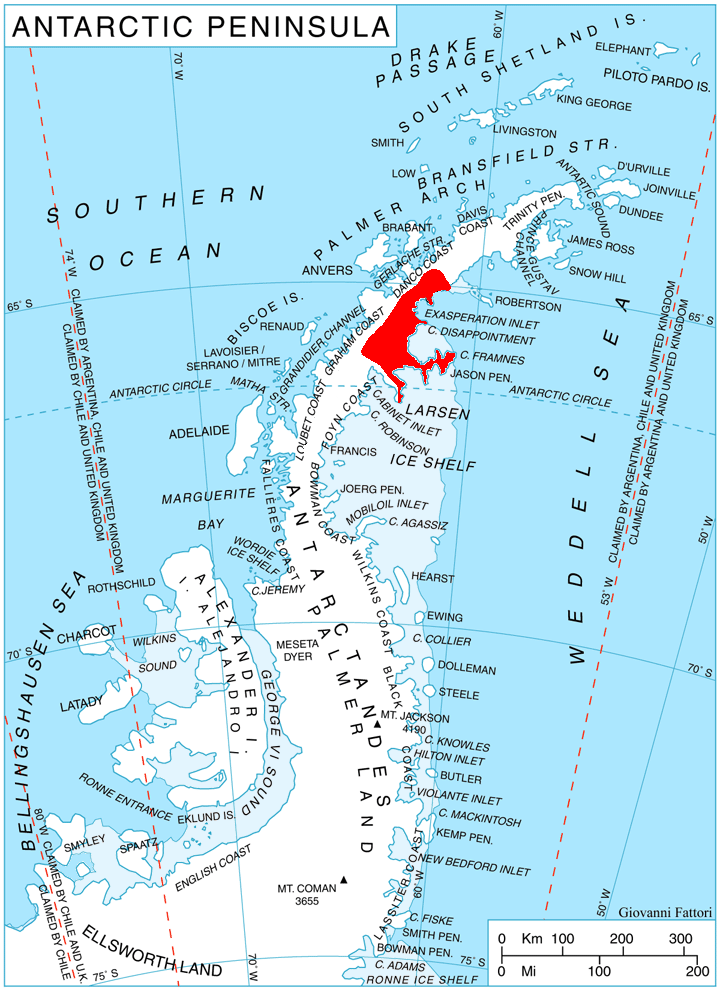

65°16′S 62°1′W / 65.267°S 62.017°W
科申角（英語：Caution Point）是南極洲的海岬，位於葛拉漢地，處於伯克斯山東北面7公里，是奧斯塔嶺的東端，在1928年12月20日由澳大利亞極地探險家命名。